# كاثلين
كاثلين هي مغنية كندية، ولدت في 24 أبريل 1966 في كاب شا في كندا.

## وصلات خارجية
- الموقع الرسمي
- كاثلين على موقع ميوزك برينز (الإنجليزية)
- كاثلين على موقع ميوزك برينز (الإنجليزية)
- كاثلين على موقع ديسكوغز (الإنجليزية)